# Рязаново (Архангельская область)
Рязаново — посёлок сельского типа в Виноградовском районе Архангельской области. Входит в состав Моржегорского сельского поселения, хотя сначала планировалось создать МО «Шастозерское» с центром в деревне Уйта.

## География
Посёлок расположен в среднем течении Северной Двины, на левом берегу, в устье речки Хетовка. Граничит с расположенным ниже по течению Двины посёлком Хетово. Выше по течению находится деревня Гора. Рядом с посёлком проходит автомобильная трасса М-8 «Холмогоры» (Москва — Архангельск). От посёлка начинается автодорога «Моржегоры — Родионовская — Власьевская — Усть-Морж — Хетово — Рязаново». Напротив Рязаново, на правом берегу Северной Двины находится посёлок Репаново.

## История
Строительство посёлка лесников (Рязановский лесопункт), на месте деревень Рязановского (Усольского) прихода, началось ещё до Великой Отечественной войны. Известно, что в 1616 году на правом берегу реки Усолки Антониево-Сийский монастырь имел две соляные варницы. В 1939 году в Рязановский сельсовет входили деревни: Дудоровская, Зелянинская, Ивановская, Кривец, Леховская и Тонковская. Имелась начальная школа. Рязаново является одним из крупнейших населённых пунктов в Моржегорском сельском поселении.

## Экономика
Производство пеллет (биотопливо, получаемое из торфа, древесных отходов и отходов сельского хозяйства), евровагонки, клеёного бруса.

## Население
Население посёлка, по данным Всероссийской переписи населения 2010 года, составляет 333 человека. В 2009 году числилось 394 чел., пенсионеров 99. В 2004 году было 422 человека. В 1888 году в 10 деревнях Рязановского прихода проживало 525 душ обоего пола. В 1894 году, в восьми деревнях Рязановского прихода Холмогорского уезда насчитывалось 554 человека.

## Этимология
Своё название посёлок получил от Рязановского прихода. Название же прихода, возможно, связано с крестьянами, переселившимися сюда, после разорения Старой Рязани, сначала владимирским князем Всеволодом III Большое Гнездо в 1208 году, а затем — татаро-монголами в 1237 году.

## Часовой пояс
Рязаново, так же, как и вся Архангельская область, находится в часовом поясе, обозначаемом по международному стандарту как Moscow Time Zone (MSK/MSD). Смещение относительно Всемирного координированного времени UTC составляет +3:00 (MSK, зимнее время) и +4:00 (MSD, летнее время).

### Карты
- Топографическая карта P-38-39,40. (Лист Усть-Ваеньга)
- Рязаново. Публичная кадастровая карта. Архивировано из оригинала 5 марта 2016 года.
- Рязаново на карте Wikimapia